# Lightwater Valley
Lightwater Valley is een pretpark bij Ripon in het Engelse graafschap North Yorkshire. Het park stond bekend omwille van de langste achtbaan van Europa, The Ultimate.
Lightwater Valley werd gesticht door Robert Staveley. Het park heeft 28 machinale attracties en tot 2018 een roofvogelcentrum.
Het complex werd tot 2021 gecontroleerd door Lightwater Valley Attractions Limited, een divisie van het moederbedrijf Heritage Great Britain PLC.
Het park kreeg rond 2010 gemiddeld 330.000 bezoekers per jaar.

## Geschiedenis
In 1969 startte Lightwater Valley als een kleine fruitkwekerij welke toen zeer populair was bij de lokale bevolking. De kwekerij was eigendom van de familie Staveley, die al eigenaar was van het land sinds 1516 toen een kardinaal de gronden gaf aan John Staveley. Na een droogte in 1976 besloot men een meer te graven om zo effecten van langdurige droogte te kunnen tegengaan. Dat meer ligt nog steeds in het park.
Sinds 1987 is Lightwater Valley een pretpark, na het bouwen van de ondergrondse achtbaan Rat Ride. Deze attractie werd toen beschouwd als een van de beste in het land. De jaren nadien werden meer attracties toegevoegd.
In 1990 begon de bouw van 's werelds langste achtbaan. Het project kostte €6.163.247 en was uiteindelijk 2,4 km lang. De achtbaan kreeg de naam The Ultimate en werd geopend voor het publiek in 1991. Het park had hierdoor zijn limiet bereikt. Bijna in de schulden gaf Robert het park aan zijn kinderen John en Lynne Staveley.
In 1997 werd het park verkocht aan Queensborough Holdings (ook eigenaar van Pleasurewood Hills), voor €6.163.247. Hierdoor werd de mascotte ook in Lightwater Valley Woody de beer. 11 maanden later verkocht de groep het park alweer, maar er kwam nooit een goed bod.
In februari 2001 werd Heritage GB eigenaar.
In 2021 kochten de eigenaars van het attractiepark op de Brighton Pier Lightwater Valley voor maximaal 5 miljoen pond.
In datzelfde jaar werden 4 grote attracties uit het park verwijderd. (Eagle's Claw is anno 2023 nog steeds operationeel) Volgens de parkmanager komt dit doordat ze zich meer op kleine kinderen willen focussen, al zou dit besluit ook kunnen komen doordat de attracties hogere onderhouds- en energiekosten hebben dan de kleine attracties die er voor in de plaats komen.
In de winter van 2022-23 werd The Ultimate afgebroken, na 3 jaar gesloten te zijn geweest.

## Attracties
Lightwater Valley heeft 33 attracties waaronder flatrides, achtbanen en veel kinderattracties. Deze attracties zijn in acht gebieden gelegen.

### Achtbanen
| Naam                    | Type achtbaan      | Opening | Sluiting                 |
| ----------------------- | ------------------ | ------- | ------------------------ |
| The Caterpillar Coaster | Stalen achtbaan    | 2003    |                          |
| The Ladybird            | Tivoli medium      | 1993    |                          |
| The Sewer Rat           | Overdekte achtbaan | 1987    | 2019                     |
| The Ultimate            | Stalen achtbaan    | 1991    | 2019, tot eind 2022 SBNO |
| The Twister             | Draaiende achtbaan | 2001    | 2019                     |

### Overige attracties
| Naam                      | Type attractie                       | Openingsjaar |
| ------------------------- | ------------------------------------ | ------------ |
| Eagle's Claw              | After burner                         | 2004         |
| Dragon Drop               | kinder-vrije val                     | 2004         |
| Carousel                  | Draaimolen                           |              |
| Skyrider                  | Zweefmolen                           | 2006         |
| Hall of Mirrors           | Spiegelattractie                     | 2022         |
| Dodgems                   | Botsauto's                           |              |
| Lightwater Express        | Parktrein                            |              |
| Falls Of Terror           | Waterglijbaan                        |              |
| The Lightwater Wheel      | Reuzenrad                            |              |
| Flying Camels             |                                      |              |
| Magic Wheel               | Zweefmolen                           |              |
| Skate Karts               | afdalen van een heuvel op skatekarts |              |
| Buffalo Express           |                                      |              |
| Dragon Boats              | Watercarrousel                       | 2007         |
| Interactive Arcade and VR | Arcadehal + Virtual reality bril     | 2022         |
| Swan Lake Pedal Boats     | Peddelboten                          |              |
| Spinning Teacups          | Theekopjes                           |              |
| Mini Ferris Wheel         | Mini-reuzenrad                       |              |
| Alice's Car Ride          | rondrit                              | 2015         |
| Tiki Raft                 | vliegend tapijt                      | 2023         |
| Lady Bug                  | minidraaimolen                       |              |

### The Ultimate
The Ultimate werd ontworpen door Big County Motioneering en de oorspronkelijke eigenaar Robert Staveley. De bouw begon in 1990 en duurde 18 maanden.
De achtbaan werd op 17 juli 1991 door Frank Bruno geopend. Eens open was het de langste achtbaan ter wereld. Het duurde meer dan 5 minuten om de hele rit te doen. The Ultimate had 4 treinen, allemaal vernoemd naar parkmedewerkers: Tony's Tornado, Rons Rocket, Micks Meteor en Jims Jet.

### Bird of Prey Centre
Het Bird of Prey Centre was er tot 2018 en was gescheiden van het park, maar met een ticket voor het attractiepark mocht je wel gratis naar het roofvogelcentrum. Er leefde meer dan 60 verschillende roofvogels waaronder uilen, valken en een arend. Bezoekers mochten de dieren eten geven en zien hoe de vogels rondvliegen in het daarvoor bestemde gebouw. Verder was er ook nog een reptielengedeelte waar voedershows gegeven werden.

## Ongevallen
De 20-jarige Gemma Savage stierf op 21 juni 2001 na een ongeval de dag ervoor met de "Treetop Twister", een Wild Mouse, dat nog maar open was sinds mei dat jaar. De politie besliste om een onderhoudsmedewerker niet te vervolgen aangezien hij verklaarde slechts 1 uur opleiding gehad te hebben en de attractiehandleiding niet gelezen had.
Zowel in 1994 als in 2014 is er een hert gedood bij de attractie The Ultimate. De 2.268 meter lange baan liep grotendeels op grondhoogte door bosgebied. Ondanks een hek om het park kunnen er 's avonds soms beesten in het park komen.